# Gnophos myopata
Gnophos myopata är en fjärilsart som beskrevs av Fabricius 1794. Gnophos myopata ingår i släktet Gnophos och familjen mätare. Inga underarter finns listade i Catalogue of Life.